# Fear, Emptiness, Despair
Fear, Emptiness, Despair  är det brittiska extrem metal-bandet Napalm Deaths femte studioalbum, utgivet av Earache Records 1994. Det är Napalm Deaths första studioalbum som inte haft ett medlemsbyte efter föregående album. Likt föregångaren Utopia Banished är musiken en blandning av death metal och grindcore.

## Låtlista
1. "Twist the Knife(Slowly)"
2. "Hung"
3. "Remain Nameless"
4. "Plauge Rages"
5. "More than meets the Eye"
6. "Primed Time"
7. "State of Mind"
8. "Armageddon X7"
9. "Retching on the Dirt"
10. "Fasting on Deception"
11. "Throwaway"

## Medverkande
- Mark "Barney" Greenway - sång
- Shane Embury - elbas och vissa gitarrljud
- Jesse Pintado - gitarr
- Mitch Harris - gitarr
- Danny Herrera - trummor